# Thrattidion
Thrattidion is een monotypisch geslacht van straalvinnige vissen uit de familie van de haringen (Clupeidae).

## Soort
- Thrattidion noctivagus Roberts, 1972